# Jean de Passelaigue
Jean de Passelaigue est un religieux bénédictin français, mort le 12 août 1663, évêque du diocèse de Belley de 1629 à 1663.

## Biographie
Né à Sancoins d'un père fermier, attaché au prieuré de la Charité-sur-Loire, il devient lui-même religieux dans ce prieuré, puis précepteur des enfants du duc de Nevers, prieur de la Charité-sur-Loire et vicaire général de l'Ordre de Cluny.
Choisi par Jean-Pierre Camus pour lui succéder comme évêque de Belley en 1629, il est sacré évêque le 24 mars 1630 dans l'église des Jacobins de Mâcon. 
Il réforme la liturgie de son diocèse, y introduisant le cérémonial romain, il restaure et embellit la cathédrale de Belley, reconstruit le tombeau de saint Anthelme et fonde un séminaire à Belley.
Affaibli, il meurt le 12 août 1663 et est enterré dans sa cathédrale. Son tombeau est mutilé et profané à la Révolution.

## Héraldique
D’argent au chevron de gueules accompagné en chef de deux cœur du même chargés d’un nom de Jésus (IHS) d’or et en pointe d’un navire de sable équipé et voilé de gueules flottant sur des ondes de sinople.
Ces armes sont parlantes : le navire passant l'eau, en pointe, fait allusion à "Passe l'aigue".